# Thành phố tự do
Thành phố tự do (tiếng Đức:Freistadt hay Freie Stadt) là một thành phố tự cai quản, không lệ thuộc vào thể chế chính trị của vùng đất bao quanh.

## Trung cổ

### Đức
Nguyên thủy đây là tên gọi của những thành phố, trong thế kỷ 13 và 14 đã thoát ra khỏi sự cai trị của các giám mục sau một thời gian đấu tranh lâu dài. Họ hầu như có đủ mọi quyền lực để tự cai quản như quyền lực cai trị, tự đánh thuế, chiêu mộ binh lính, và quyền xử án. Thí dụ cho những thành phố tự do như là Köln, Soest, Mainz (đến 1462), Augsburg, Worms, Speyer, Straßburg và Basel.
Khác với Reichsstadt (thành phố đế quốc) mà thuộc hoàng đế chứ không thuộc công quốc bao quanh, thành phố tự do không phải trả thuế, cũng như tuân theo lệnh của hoàng đế La Mã Thần thánh, và cũng không được đem cầm. Chỉ khi bảo vệ thành phố hoặc trong các cuộc thập tự chinh thì họ mới buộc phải tham dự.

## Cận đại

### Hungary
Vương thành tự do (königliche Freistadt) có từ thế kỷ 15 cho tới 1871, là những thành phố thuộc vua chứ không thuộc công quốc bao quanh nó và có quyền tự cai trị. Eisenstadt và Rust (Áo), cũng như Sopron (Hungary) từng là vương thành tự do.

## Thụy Sĩ
Các thành phố mà từ thế kỷ 14 cho tới thế kỷ 16 được tự do (Zürich, Bern, Solothurn, Basel) lập thành liên minh thành phố gọi là Alte Eidgenossenschaft, là nguồn gốc của quốc gia Thụy Sĩ ngày nay.

### Đức
Những freie Städte và Reichsstädte, mà trong thế kỷ 18 từ đế quốc La Mã Thần thánh nhập vào nước Pháp như Colmar 1648, Straßburg 1681, vẫn được gọi ở Pháp là Freistädte. Họ vẫn còn được giữ nhiều quyền tự trị, nhưng được nhập vào các tổ chức hành chính Pháp.